# Alchemilla tianschanica
Alchemilla tianschanica é uma espécie de rosácea do gênero Alchemilla, pertencente à família Rosaceae.